# 戈尔内 (外贝加尔边疆区)
戈尔内（羅馬化：Gornyy），旧称赤塔-46（Чита-46），是俄罗斯外贝加尔边疆区的封闭市级镇，属乌廖特区，位于区行政中心乌廖特村东北、边疆区首府赤塔西南方。
第29集团军的第200炮兵旅和第3导弹旅驻扎于此。该地2021年人口有9,979人；2010年人口12,341人；2002年人口9,761人。